# 朱績
朱 績（しゅ せき）は、中国三国時代の武将。呉に仕えた。後に姓を施と改める。昔から中国でも施績と呼ばれることが多い。字は公緒。揚州丹陽郡故鄣県の人。父は朱然。義叔父は朱才。娘は施淑女。『三国志』呉志朱然伝に付記されている。

## 人物
蔣済・胡質と並び、年少の頃から長江一帯で名を馳せていた朱績という人物がいたというが、この朱績と同一人物であるかどうかは明らかではない。
父の朱然が高位にあったことから、郎（宮中でさまざまな任務を担当する）に任じられ、後に建忠都尉の官を授かった。
黄龍3年（231年）、義叔父の朱才が死去すると、その軍勢を受け継いだ。潘濬の下で五渓の異民族（五渓蛮）討伐に参加し、大胆さと実行力があったことで賞賛を受けた。
偏将軍府の営下督の官に昇進し、盗賊の取り締まりに当たった。法をしっかりと守って曲げることがなかったといわれる。
魯王孫覇は朱績と交友を結びたいと思い、役所に直接やってきて朱績と同座し、親しい関係を結ぼうとしたが、朱績はこれを恐れ多いとして断っている。二宮事件のときに、孫和（太子）に与した人物として、大都督になった朱績の名が挙がっている。
赤烏12年（249年）、父の朱然が死去するとその跡を引き継ぎ、平魏将軍・楽郷督に任じられた。
赤烏13年（250年）12月、魏の王昶は、呉が二宮の変で弱体化したのにつけ込み、王基・州泰とともに三方面から呉に攻勢を仕掛けた。王昶率いる本隊は朱績の守備する江陵を攻めてきた。朱績は城から出撃したが王昶の軍に敗れ、追撃により数百の兵を失って江陵城に撤退した。王昶は朱績をあぶり出して野戦に持ち込みたいと思い、撤退する振りをしつつ伏兵を設け、呉軍を挑発した。朱績はその挑発に乗って出撃してしまい、待ち受けていた王昶の精鋭に敗れ、将軍の鍾離茂・許旻らを殺された上で再び城に撤退した。しかし王昶は江陵を包囲したものの落とすことができず、孫権の命令を受けた陸凱達が援軍としてやって来た為、撤退した。朱績は敵の士気が衰えていると判断し、好機と見て追撃しようと思ったが、前の敗戦の為か兵が少なかったため奮威将軍の諸葛融に手紙を送り、共同で敵を討ち破ろうと計画した。諸葛融がこれに同意したため、朱績は追撃して紀南の城から30里の地点で王昶に追いつき、野戦で魏軍を破り、勝利を収めたが、諸葛融が約束を破り現れなかったため、王昶を逃すことになった。戦後、孫権はこれを聞いて朱積の活躍を喜んだ一方、諸葛融の失態を怒ったが、諸葛恪が高位の重臣であったため免官にならず済んだ。この事件があって以来、元から仲が良くなかった諸葛兄弟との仲は、さらに悪くなった。
建興元年（252年）、鎮東将軍に昇進した。同年11月、魏の司馬師は孫権が崩御したことを受け、呉を併呑するために揚州・豫州・荊州の三都督を動員し、呉領へ三方向から進行した。朱績は荊州において、再び南下してきた王昶を迎撃したが、東興で魏軍が大敗したため、王昶も屯営を焼き払って早々に撤退した。同年、諸葛恪が合肥新城を攻撃したとき、朱績も軍を率いて協力したが、諸葛恪は朱績を半洲に留め、諸葛融に朱績の担当するはずだった任務を任せた。
建興2年（253年）、諸葛恪が誅殺されると、命令を受けて孫壱・全煕らと共に公安の諸葛融を攻め、城を包囲して自害に追い込んだ。その後、楽郷に戻って仮節を授けられた。
かつて父は、義理の祖父の朱治の喪が明けたとき、元の姓に戻りたいと願い出たが、孫権はそれを許さなかった。朱績が五鳳年間（254年 - 256年）に上表し、はじめて施姓に戻ることができた。
太平2年（257年）、驃騎将軍に昇進した。このころ中央では孫綝が政権を握り、重臣達に動揺が起こっていた。施績は、この機に乗じて魏が攻めて来るに違いないと思い、ひそかに蜀漢と連絡をとり、呉が併呑されてしまわないよう、蜀に牽制を依頼した。蜀は閻宇に五千の兵を指揮させて白帝城に送り、施績の指示を待たせた。
太平3年（258年）、上大将軍・都護督に昇進し、巴丘から西陵までの守備に当たった。
永安6年（263年）、蜀が魏に攻められた際、留平と共に軍をどの方向に出すべきか検討し、蜀を救援しようとしたが、蜀が滅んだため取りやめた。
永安7年（264年）、左大司馬に昇進した。魏の詔勅によると景帝孫休崩御後の施績は、猜疑心をもって自らあれこれ推量したため、上官に嫌悪されたという（魏志「三少帝紀」）。
宝鼎3年（268年）10月、呉は合肥方面と荊州方面で軍事行動を起こし、朱績は江夏を、万彧は襄陽を攻めたが、胡烈・田章らに破れ撤退した。
建衡2年（270年）4月に死去し、守備地域は陸抗が引き継ぐことになった。

## 評価
上に挙げた魏の詔勅では、施績のことを「賊国の名臣」と述べている。
陳寿は「施績は呂拠・朱異と共に軍の指揮者として有用な才を備え、よく父祖以来の仕事を受け継いだ」と評価している。
陸機は『弁亡論』にて、威信の重さで人々に知られていたと語った。また『会稽典録』には、呉の唐盛は朱績のことを知勇兼備の名将だと思っていた、と書かれている。